# Edward Cowper
Edward Cowper (1790–1852) – angielski drukarz i wynalazca. Skonstruował 4-cylindrową maszynę drukarską, służącą do drukowania gazet. Opracował sposób jednoczesnego zadrukowywania arkusza dwustronnie. Jego synem był inżynier i wynalazca Edward Alfred Cowper.